# Dayton (Maine)
Dayton és una població dels Estats Units a l'estat de Maine (EUA). Segons el cens del 2000 tenia 1.805 habitants.

## Demografia
Segons el cens del 2000, Dayton tenia 1.805 habitants, 638 habitatges, i 509 famílies. La densitat de població era de 39 habitants per km².
Dels 638 habitatges en un 44,4% hi vivien nens de menys de 18 anys, en un 69,6% hi vivien parelles casades, en un 6,1% dones solteres, i en un 20,1% no eren unitats familiars. En el 14,7% dels habitatges hi vivien persones soles el 5,2% de les quals corresponia a persones de 65 anys o més que vivien soles. El nombre mitjà de persones vivint en cada habitatge era de 2,83 i el nombre mitjà de persones que vivien en cada família era de 3,13.
Per edats la població es repartia de la següent manera: un 29,5% tenia menys de 18 anys, un 4,1% entre 18 i 24, un 37,1% entre 25 i 44, un 21,4% de 45 a 60 i un 7,8% 65 anys o més.
L'edat mediana era de 35 anys. Per cada 100 dones de 18 o més anys hi havia 95,1 homes.
La renda mediana per habitatge era de 53.056 $ i la renda mediana per família de 57.692 $. Els homes tenien una renda mediana de 38.150 $ mentre que les dones 25.956 $. La renda per capita de la població era de 20.629 $. Entorn del 2,9% de les famílies i el 3,5% de la població estaven per davall del llindar de pobresa.